# Morbus Meulengracht
Morbus (Gilbert-)Meulengracht, Meulengracht-Krankheit, Gilbert-(Meulengracht-)Syndrom oder auch Icterus intermittens juvenilis  ist eine erblich bedingte Transport- und Stoffwechselstörung. Sie ist durch eine signifikante Erhöhung des indirekten Bilirubins im Blut gekennzeichnet (Hyperbilirubinämie), die ohne gesteigerte Hämolyse oder zugrundeliegende Leberkrankheit auftritt und keinen eigenen Krankheitswert besitzt. Es gibt noch weitere familiäre Hyperbilirubinämiesyndrome.

## Häufigkeit
Morbus Meulengracht ist weit verbreitet. Die Prävalenz (Auftrittshäufigkeit) liegt bei mehr als acht Prozent der Bevölkerung, wobei Männer häufiger betroffen sind als Frauen mit berichteten Verhältnissen von 1,5:1 bis über 7:1.

## Ursache
Die Ursache für die Stoffwechselstörung findet sich im Prozess des Hämoglobinabbaus: Die Blutkörperchen werden nach etwa 120 Tagen erneuert. Der rote Blutfarbstoff, das Hämoglobin, wird im Knochenmark, in der Milz und der Leber in mehreren Schritten abgebaut und in eine wasserlösliche Form überführt.
1. Schritt: Das Hämoglobin wird mittels der Hämoxygenase über α-Hydroxihämin zu Biliverdin abgebaut.
2. Schritt: Biliverdin wird mittels der Biliverdin-Reduktase zu unkonjugiertem Bilirubin (wasserunlöslich = „indirektes“ Bilirubin) reduziert. Danach wird dieses wasserunlösliche Bilirubin gebunden an Albumin zur Leber transportiert.
3. Schritt: Das unkonjugierte Bilirubin wird in der Leber durch die mikrosomale UDP-Glucuronosyltransferase (UDP-GT) mit Glukuronsäure zu konjugiertem Bilirubin (wasserlöslich = „direktes“ Bilirubin).
4. Schritt: Das konjugierte Bilirubin wird mit der Galle in den Darm abgegeben.
5. Schritt: Im Darm wird Bilirubin zu Urobilinogen reduziert; 80 Prozent werden mit dem Stuhl ausgeschieden, ungefähr 20 Prozent gelangen nach Rückresorption über den enterohepatischen Kreislauf zur Leber, ein kleiner Teil wird über die Niere ausgeschieden.

Bei Morbus-Meulengracht-Patienten ist die Aktivität der UDP-Glucuronyltransferase auf etwa 30 Prozent eines gesunden Menschen herabgesetzt und somit die Bildung des konjugierten Bilirubins erschwert. Die Folge daraus ist ein erhöhter Bilirubin-Serumspiegel („indirekter“ Serumspiegel). Bei stärker ausgeprägtem Rückgang der Enzymaktivität (auf 0 bis 10 %) spricht man vom Crigler-Najjar-Syndrom.

## Genetik
Morbus Meulengracht wird durch eine 70- bis 75-prozentige Reduktion der Aktivität des Enzyms UDP-Glucuronosyltransferase (UDP-GT1-A1) ausgelöst. Das Gen, das für UDP-GT1-A1 kodiert (UGT1A1), hat normalerweise eine Promotor-TATA-Box, die die Allele A(TA6)TAA enthält. Diese Stoffwechselstörung wird meistens mit den homozygoten A(TA7)TAA-Allelen assoziiert. Der Polymorphismus der Allele wird als UGT1A1*28 bezeichnet. In 94 Prozent der Fälle sind zusätzlich andere Enzyme aus der Familie der Glucuronosyltransferasen betroffen, wie UDP-GT1-A6 (etwa 50 % Inaktivität) und UDP-GT1-A7 (etwa 83 % Inaktivität). Wegen der Auswirkungen auf den Arzneimittel- und Bilirubinabbau einerseits und der Erblichkeit andererseits kann Morbus Meulengracht als angeborene Stoffwechselerkrankung betrachtet werden.
Morbus Meulengracht wird autosomal-rezessiv vererbt.

## Klinische Erscheinungen
Patienten sind im Allgemeinen asymptomatisch. Symptome wie Müdigkeit oder Konzentrationsstörungen korrelieren mit den Bilirubinwerten. Das Blutbild ist abgesehen von einer erhöhten Bilirubin-Konzentration unauffällig. Beim Fasten steigt das Bilirubin weiter an, was zu leicht gelblich gefärbten Augen, genauer zu gelblichen Skleren führen kann.
Die Glucuronidierung von Fremdstoffen scheint bei Morbus Meulengracht normal zu sein. Die prinzipielle Ausnahme ist die Unverträglichkeit des Chemotherapeutikums Irinotecan. Einige Studien nehmen zusätzlich eine abweichende Verarbeitung einiger Medikamente, wie zum Beispiel Paracetamol, an. Andere Studien zweifeln das an und gehen davon aus, dass Morbus Meulengracht zu keinen klinischen Komplikationen bei Verwendung dieser Medikamente führt. Die Verwendung der HIV-Medikamente Indinavir und Atazanavir kann in Verbindung mit Morbus Meulengracht zu einem erhöhten Bilirubinwert führen, da sie das UGT1A1-Gen blockieren.

## Diagnostik und Konsequenzen
Morbus Meulengracht kann durch Nikotinsäure- oder Fastentests eindeutig bestimmt werden. Eine Leberpunktion ist heutzutage nicht mehr notwendig.
Eine weitere sicherere Möglichkeit der Diagnostik ist eine molekulargenetische Untersuchung.
Bei Untersuchungen von Gesunden werden in der Regel auch Bilirubinwerte erfasst (Harn und Blut). Bei Morbus Meulengracht finden sich Werte, die etwa doppelt so hoch sind wie der Grenzwert.
Arbeiten spekulierten zunächst, dass das chronisch erhöhte Bilirubin möglicherweise vor Arteriosklerose schützen könnte.
Möglicherweise trifft dies auch auf kolorektale Karzinome zu.  Als Basis dienten ihnen Ergebnisse aus der UK-Biobank sowie der EPIC-Studie, ein Europäisches Verbundprojekt von prospektiven Kohortenstudien in zehn europäischen Ländern mit insgesamt rund 521.000 Teilnehmern. Eine Studie aus dem Jahr 2011 kommt zu vergleichbaren Ergebnissen und findet eine Verminderung von Lungenerkrankungen und eine insgesamt verminderte Sterberate bei Personen mit gering erhöhtem Bilirubin. Diese Vermutungen und ersten Studienergebnisse wurden zwischenzeitlich durch weitere Studien bestätigt. Es konnte gezeigt werden, dass ein erhöhter Bilirubinspiegel im Blut das Risiko für Dickdarmkrebs senkt – insbesondere bei Frauen. Unabhängig vom Geschlecht wird durch Bilirubin auch das Risiko für Lungenkrebs reduziert.
Menschen mit dem Gilbert-Syndrom haben zudem einen körpereigenen Schutz vor Typ2-Diabetes und Herz-Kreislauferkrankungen.

## Therapie
Es besteht keine Therapieindikation. Die Vermeidung von Paracetamol zur Schmerztherapie wird empfohlen, jedenfalls in hohen Dosen. Die klinischen Erscheinungen sind ohne Krankheitswert, jedoch können sie bei erstmaligem Auftreten für die Betroffenen beunruhigend sein. Daher ist eine eingehende Aufklärung auch therapeutisch wichtig.
In den letzten Jahren haben sich die Anzeichen gemehrt, dass Morbus Meulengracht mehr gesundheitliche Vorteile als Nachteile birgt.

## Geschichte
Morbus Meulengracht ist benannt nach dem dänischen Arzt Einar Meulengracht, der maßgeblich an seiner Erforschung beteiligt war. Ein weiterer Namensgeber ist der französische Arzt Augustin Nicolas Gilbert (1858–1927), der bereits um 1900, zusammen mit Pierre Lereboullet (1874–1944), an dieser Stoffwechselstörung forschte.

## Weitere familiäre Hyperbilirubinämiesyndrome
- Crigler-Najjar-Syndrom
- Dubin-Johnson-Syndrom
- Rotor-Syndrom
- Summerskill-Walshe-Tygstrup-Syndrom